# رابطة أسرية
في علم النفس، تمثل الرابطة الأسرية رأيًا شائعًا يعتقده معظم أفراد الأسرة ويؤكدون عليه فيما يتعلق بالأحداث داخل الأسرة وعلاقاتها بالعالم، وكان رونالد ديفيد لينج أول من ابتكر هذ المصطلح وكان يعتقد بأن هذه الرابطة «توجد فقط طالما يجسدها كل شخص في الأسرة... ويحافظ على عدم تغيير مفهوم الجماعة داخله.»
ويشبه هذا المفهوم «الجهاز النفسي للأسرة... وهو أساس نفسي لاشعوري يشترك فيه أفراد الأسرة ويحث على إحساس معين بالانتماء».

## لينج وانفصام الشخصية
كان لينج يهتم اهتمامًا خاصًا بانفصام الشخصية والذي كان يعتقد بإمكانية فهمه إذا تم النظر إليه من وجهة الشخص المعني، وكان يرى كيف يمكن للرابطة الأسرية المتينة تحويل فرد منها إلى ضحية - عادة ما يكون طفلاً - والذي يجد نفسه لا يستطيع التكلم أو حتى التفكير في الحقيقة دون تعرضه للعقاب من قِبل الجماعة التي عادة ما يكون لديها اهتمام خاص بتخليد أسطورة الأسرة واستبعاد الحقيقة، ويرى لينج أن «ما يسمى بالنوبة النفسية لدى شخص، يمكن عادة فهمها على أنها أزمة من نوع خاص ضمن التجربة الداخلية للرابطة».
ناضل لينج الذي كان يوصف عادة بأنه ضمن حركة معاداة الطب النفسي لرؤية الأشياء من ناحية الفلسفة الوجودية، مؤكدًا على الاختلاف بين «الوجود» أو «الوجود في هذا العالم» وبين الحياة. «ومن بين القضايا الأساسية في التحليل الوجودي للتحرك هو مدى الكشف عن العامل أو إخفاؤه وكيفية هذا...أثناء الحركة ومن خلالها.» ويقصد «بالوجود» بالمعنى الوجودي أن تعني شيئًا للآخرين وأن يعني الآخرون شيئًا لك، وبعبارة أخرى، أن نحمل نموذجًا في عقولنا لجميع الأشخاص المهمين في حياتنا [بحاجة لمصدر]. ويوفر هذا النموذج الحافز لكثير من أفكارنا وحركاتنا وبدونه فإننا «نتوقف عن الوجود» بمعناه الحقيقي.
إنها هذه الحاجة إلى الآخرين - للشعور «بوجودنا» هي التي تجعلنا نخشى معارضة الرابطة الأسرية خوفًا من خطر الإقصاء من الأسرة، ومع ذلك «قد يرى عدد من الناس أن النظام الوهمي للرابطة عبارة عن جحيم بغيض وليس تعويذة سحرية يريدون الخروج منه...لكن داخل وهم الرابطة، فإن المغادرة هي ضرب من ضروب الجحود أو القسوة أو الانتحار أو القتل...ويكمن هنا خطر الشعور بالإحباط والجنون». قد يفرض التشويش الناتج من عدم معارضة الرابطة تفكيرًا خاطئًا - مما يقود إلى عدم «الوجود في الواقع»، وهو الأمر الذي يراه لينج جوهر انفصام الشخصية، وبالتالي فبالنسبة إلى لينج، «فإن أحد أهم الأسئلة: هل تنشأ عدم الثقة في» المشاعر«وشهادة الآخرين من تناقضات مستمرة داخل الرابطة الأصلية».

## الرابطة المغلقة والقيد المزدوج
"سيحافظ ثلاثة أشخاص أو أربعة من الموجودين في رابطة مغلقة على وضع راهن يناسبهم، مشكلين بذلك تحالفًا تآمريًا للقضاء على تأثير كل من يهدد استقرار هذا الوضع بالخطر". وبناءً على تفسير ويلفريد بيون لفقد الشعور بالواقع الملازم لهذه الحالة" وتفسيرات كلاين "أننا جميعًا عرضة للانجذاب إلى أنظمة وهمية اجتماعية" - وهي تفسيرات لكيف يمكن للافتراضات الأساسية للجماعة أن تطلق شرارة "فترات طويلة من الصمت وعلامات على الملل وحركات تدل على عدم الشعور بالراحة...وقد تم إرجاع العداء الذي يُظهره الأفراد إلى الجماعة دون تحديد" - شرح لينج كيفية "استخدام طاقة الرابطة لمنع أي شخص من التقدم...حيث يعد تبادل الحديث أمرًا مملاً ومتكررًا ولا يهتم إلا بالأمور التافهة."
واعتبر لينج أنه في «مثل هذه الرابطة الأسرية، فإن أية عبارة أو إشارة تؤدي وظيفة مختلفة تمامًا عما» تبدو«عليه وأنه لا يمكن» الوثوق«في أن أية حركة» تعني«ما يبدو عليه». وكما قال مساعده جوزيف بيرك، في مثل هذه الرابطة، «قد يظهر نمط فريد من التواصل، فالأشخاص لا يتحدثون إلى بعضهم البعض بل يثرثرون على استحياء وليس بشكل مباشر...وعادة ما يتناقض ما يقوله الأشخاص مع أسلوب القول (نبرة الصوت و/أو حركات الوجه والجسد).»
ألقى مفهوم القيد المزدوج لجريجوري باتيسون مزيدًا من الضوء على مثل هذه الأحاديث - وهو عبارة عن موقف يُفرض على الطفل (أو المريض) فيه مطالب متناقضة بحيث لا يكون هناك مهرب أو إمكانية لتحدي الظروف." واعتبر لينج أن هذا المفهوم أحدث ثورة في المفهوم الذي تعنيه "البيئة" وأن هذا النموذج من مواقف "عدم الانتصار«غير القابلة للحل المدمر بشكل خاص لفكرة الهوية الذاتية» قد أوضح بشكل كبير أن «نمط التواصل المضطرب» لهذا الشخص «...[كان] انعكاسًا وتفاعلاً مع النمط المضطرب والمربك الذي يميز عائلته التي نشأ فيها». وفي ضوء هذا، فإن ما نسميه «مرضًا عقليًا» ربما يكون بالتالي نتيجة لتكوين الرابطة المسبب للمشكلات وليس بالضرورة نتيجة للرابطة ذاتها: لذا فإن مرضى الذهان هم «ضحايا بشكل واضح لمأساة عائلية خافية بشكل عميق...إنهم النتيجة النهائية لأحاديث معقدة ومتجانفة داخل أسرهم».
كما كان لينج حريصًا على توضيح أن الأمر «لا يتعلق بإلقاء اللوم على شخص ما، ولكن الوضع الذي تتعذر هزيمته، وهو موقف الهزيمة التامة للقيد المزدوج» الذي لا يمكن الانتصار فيه«، غير واضح تحديدًا لأبطال هذه المواقف...فربما يتم سحق الشخص الواقع تحت كومة المطالب واختناقه حتى الموت دون أن يلاحظه أحد، ودون أن ينوي ذلك» في الرابطة الأوسع.

## نقد كولير
علق أندرو كوليرعلى إشكالية لينج والتي يبدو أن لينج نفسه لم يحددها بالشكل المناسب، ففي كثير من كتاباته، افترض لينج حالة طبيعية وسليمة للعقل البشري كما أنه يميل إلى اتهام المجتمع بأنه سبب المرض العقلي بطريقة ماركسية (قديمة)؛ حيث يرى أن انفصام الشخصية يمكن الشفاء منه والعودة إلى الحالة الطبيعية، كطريقة للخروج من الأزمة. أما كولير فيقول أنه لا وجود للحالة السليمة ولا وجود للحالة السوية ولكن باعتبارنا حيوانات اجتماعية، فإننا نحتاج جميعًا إلى دمج الآخرين في رابطة من أجل «وجودنا»، ومن المؤكد أننا جميعًا قد نكون «مجانين» إلى حد ما إذا أردنا أن يكون لنا دور في المجتمع بدلاً من أن نكون بمفردنا ولكن يجب أن نكون «مجانين» على وتيرة واحدة، كما تبقى طبيعة «وجوب» الجنون أمرًا غير مثبت.

## العلاج
يأخذ العلاج النفسي عدة أشكال في الوقت الحاضر تبعًا لمدارس فكر مختلفة، فنجد أن التحليل النفسي يشدد على تجارب الطفولة والمشاعر التي تبقى في الإنسان بينما يشير فرويد إلى دور المجتمع في أعماله الأخيرة مثل قلق في الحضارة (Civilization and its Discontents). ويركز العلاج العائلي على تجميع الأسر معًا وتشجيعهم على إيجاد تواصل، ولكنه (حسب التوجه النظري له) قد لا يقدم دعمًا أو دعمًا ضئيلاً لضحية الرابطة الأسرية الذي قد يُعاقب بعد ذلك على أي شيء تجرأ على كشفه أو التلميح إليه، فيستسلم (مفتقدًا للدعم) للترهيب الصامت لعلاج التنظيم العائلي بدلاً من مواجهة خطر الإقصاء وحالة «التوقف عن الوجود» التي تليه.
لكن ينبغي على متولي العلاج العائلي اليقظ «تجنب الوقوف في جانب الأسرة...أو في جانب كبش الفداء، بل يجب ألا تأخذ جانب أي أحد حتى لا تشارك في اللوم...ويجب أن تعالج الأسرة كنظام دون إلقاء اللوم على أي شخص...حيث يلزمك أن تشعرهم جميع بالدعم».